# Stedelijk Sportparkstadion d'Izegem
Le stade du Parc de sports (ou Sportparkstadion), baptisé commercialement la « Skykine arena » est un stade situé à Izegem, dans la Province de Flandre occidentale en Belgique. D'une capacité de 0 spectateurs, il accueille les matches du club de football du K. FC Mandel United I-I.

## Genèse
Le projet de créer une nouvelle enceinte flambant neuve se concrétise dans le courant de l'année 2017. Contraint de quitter le 3e niveau nationale et de jouer un étage plus bas, à la suite de la réforme de la structure pyramidale du foot belge, le K. FC Izegem ne parvient pas à décrocher une place montant au terme de l'exercice 2016-2017. Au même moment, dans la commune voisine d'Ingelmunster, le club d'Olympic Molen Sport remporte le titre de sa série en D3 Amateur VFV (donc au 5e niveau). Le FC Izegem et OMS Ingelmunster finalisent des négociations entamées quelques mois plus tôt et fusionnent sous le nom de K. FC Mandel United Izegem/Ingelmunster sous le matricule 935 d'Izegem.
Épaulé par la firme « Skyline Communications », un de ses principaux soutien financiers, le club d'Izegem met en chantier, dans le courant de l'année suivante, une toute nouvelle enceinte réservée au football. Pendant la durée des travaux, soit deux saisons, le K. FC Mandel United joue dans le petit stade communal d'Ingelmunster (2 000 places). Le samedi 7 septembre 2019, l'équipe première de Mandel United essuie les plâtres officiellement de sa « Skyline Arena », en réalisant un partage (2-2) contre le K. FC Merelbeke.<&.

## Installations plus anciennes
La Skyline Arena est située et aménagée sur à côté de l'ancien « Stedelijk Stadion » et de sa piste d'athlétisme (photo ci-dessous). 